# Mildred Trotter
Mildred Trotter née le 3 février 1899 et morte le 23 août 1991 est une pionnière américaine en tant qu'historienne légiste et anthropologue judiciaire.

## Biographie
Trotter est née à Monaca, en Pennsylvanie. Elle obtient son baccalauréat en zoologie et physiologie du Mount Holyoke College en 1920 puis est embauchée par l'Université Washington de Saint-Louis en tant que chercheuse à l'École de médecine et au Département d'anatomie. Elle obtient une maîtrise en 1921 et un doctorat en anatomie en 1924, après quoi elle devient professeur d'anatomie. Elle accepte une bourse du Conseil national de recherches en anthropologie physique pour l'année universitaire 1925-1926 et étudie à l'Université d'Oxford en Angleterre, avec Arthur Thomson. À la suite de ce travail, elle publie son premier article de recherche sur les os, « The Moveable Segments of the Vertebral Column in Old Egyptians » (Les segments mobiles de la colonne vertébrale chez les anciens Egyptiens).
Elle retourne à la faculté de médecine de l'Université Washington l'année suivante et est promue professeure adjointe par Robert J. Terry, chef du département d'anatomie. Quatre ans plus tard, elle est titularisée et devient professeure agrégée. En 1946, après s'être plainte auprès du chef du département d'anatomie, EV Cowdry, et avoir été évaluée par un comité, Trotter est finalement promue professeure titulaire d'anatomie globale, devenant ainsi la première femme à occuper ce rang à l'Université Washington.
En 1948, Trotter obtient un congé de 14 mois de l'Université Washington pour travailler avec le service d'enregistrement des tombes de l'armée américaine, au laboratoire central d'identification de la caserne Schofield à Hawaï. Son travail consiste à aider à identifier les restes de militaires américains. Son laboratoire identifie 94 pour cent des restes analysés. Frustrée par le manque de données enregistrées pour prédire la taille et l'âge, elle collecte ses propres mesures, créant ainsi une base de données substantielle d'informations.
Le travail de Trotter avec Goldine Gleser (en) en 1952 créé des formules de régression statistique pour le calcul des estimations de stature à partir d'os longs humains, basées sur une population de victimes américaines de la guerre de Corée et la collection de restes humains de Terry. Ces formules sont encore largement appliquées dans le domaine,,,.
En 1958, Trotter devient professeure d'anatomie, occupant ce poste jusqu'en 1967, date à laquelle elle est mise à la retraite obligatoire à l'âge de 68 ans. En tant que professeure émérite, elle continue à être active dans la recherche, l'enseignement et l'écriture jusqu'en 1984,. Entre 1926 et 1967, elle enseigne à près de 4 000 étudiants, dont les lauréats du prix Nobel, le Dr Earl Wilbur Sutherland, Jr. et le Dr Daniel Nathans.
Elle est une membre fondatrice de l'Association américaine des anthropologues physiques et leur première femme présidente (1955-1957). Elle est aussi présidente du Conseil anatomique de l'État du Missouri de 1957 à 1967 et présidente du Conseil anatomique de Saint-Louis de 1941 à 1948 et de 1949 à 1967.
À 86 ans, Trotter a un accident vasculaire cérébral invalidant. À son souhait, son corps est donné après sa mort le 23 août 1991 à la faculté de médecine de l'Université Washington,.

## Récompenses et honneurs
Trotter reçoit plusieurs diplômes honorifiques, dont un Sc. D. du Western College for Women en 1956, un Sc. D. du Mount Holyoke College en 1960 et un D.Sc. de l'Université Washington en 1980.
Elle est nommée Femme de réussite scientifique en 1955 par le St. Louis Globe-Democrat (en). Elle est la première femme à recevoir la médaille du Fonds Viking en anthropologie physique de la Fondation Wenner Gren pour la recherche anthropologique en 1956.
Le prix Mildred Trotter, nommé en son honneur pour ses travaux sur la biologie du squelette, est décerné à des étudiants pour leurs travaux exceptionnels dans le domaine de l'anthropologie physique,.